# Mary Tucker
Mary Tucker (Pineville, 20 luglio 2001) è un tiratrice a segno statunitense, vincitrice della medaglia d'argento a Tokyo 2021 nella carabina ad aria compressa da 10 metri a squadre miste insieme a Lucas Kozeniesky.

## Palmarès
- Giochi olimpici

Tokyo 2020: argento nella carabina 10 metri a squadre miste.
- Campionati mondiali di tiro

Changwon 2022: argento nella carabina 10m ad aria compressa a squadre e bronzo nella carabina a terra 50m.
Baku 2023: oro nella carabina 50m tre posizioni a squadre.
- Giochi mondiali universitari

Chengdu 2021: argento nella carabina 10m ad aria compressa, bronzo nella carabina 10m ad aria compressa a squadre miste.